# Америка де Натал
Америка де Натал е бразилски футболен клуб от град Натал, щат Рио Гранде до Норте.
Отборът играе с червено-бели екипи.

## История
Отборът е създаден на 14 юли, 1915.
През 2005 клубът получава промоция в Серия Б след като завършва на 3-то място в регионалната група.
През 2006 завършва 4-ти в Серия Б и влиза в Серия А.

## Титли
- Кампеонато до Нордеште: 1998
- Кампеонато Потигуар: 1919, 1920, 1922, 1926, 1927, 1930, 1931, 1946, 1948, 1949, 1951, 1952, 1956, 1957, 1969, 1974, 1975, 1977, 1979, 1980, 1981, 1982, 1987, 1988, 1989, 1991, 1992, 1996, 2002, 2003, 2012, 2014, 2019
- Копа РН: 2006